# Edward Spencer
Edward Adams Spencer (ur. 5 listopada 1881 w Salford, zm. 6 maja 1965 w Isleworth) – brytyjski lekkoatleta (chodziarz), medalista olimpijski z 1908.
Zdobył brązowy medal w chodzie na 10 mil na igrzyskach olimpijskich w 1908 w Londynie, za swymi rodakami George’em Larnerem i Ernestem Webbem. Uzyskał ten sam czas, co czwarty na mecie Frank Carter, ale sędziowie wskazali Spencera jako trzeciego.